# Pablo Luis Mirizzi
Pablo Luis Mirizzi (25. siječnja 1893. – 28. kolovoza 1964.) je argentinski liječnik, profesor kirurgije.
Poznat je po opisu opstrukcije zajedničkog jetrenog voda ili glavnog žučovoda žučnim kamenom u žučnom mjehuru ili vodu žučnog mjehura, što je po njemu nazvano Mirizzijev sindrom.

## Biografija
Rođen je u argentinskom gradu Córdoba, gdje je i završio medicinski fakultet 1915. U dobi od 23 godine (1916.) postao je doktor znanosti, a u dobi od 25 godina (1918.) docent kirurgije na Sveučilištu u Córdobi. Sljedećih nekoliko godina putovao je svijetom te se upoznao s radom najmodernijih kirurških centara u SAD-u i Europi. Nakon što se vratio u Argentinu, godine 1926. postao je profesor kirurgije.
Dana 18. lipnja 1931. Mirizzi je izveo prvu operativnu kolangiografiju što se smatra jednim od njegovih glavnih doprinosa modernoj kirurgiji žučnih vodova. 
Prvi opis sindrom koji nosi njegovo ime spomenut je u članku objavljenom 1940. Najpoznatiji i citiraniji opis sindroma objavljen je članku iz 1948.
Mirizzi je smatrao da je uzrok opstruktivne žutice, spazam "sfinktera zajedničkog jetrenog voda" za kojeg je vjerovao da postoji, a kamenac u obližnjem ž. mjehuru (ili vodu ž. mjehura) i posljedična upala predispozicija za spazam. Kasnije je spoznato da ne postoji takav mišić sfinkter.
Tijekom života Pablo Luis Mirizzi bio je smatran velikim kirurgom, učiteljem i humanitarcem. Postao je počasni profesor na brojim sveučilištima. 
Međunarodno kirurško društvo proglasilo je Mirizzija predsjednikom "Međunarodnog kirurškog kongresa" održanog u Münchenu 1959.
Pablo Luis Mirizzi preminuo je u svom gradu Cordobi, 28. kolovoza 1964.
Uz svoje uspjehe u kirurgiji, nakon smrti svoju kolekciju umjetničkih djela ostavio je muzeju “Museo Provincial de Bellas Artes Emilio Caraffa”, a zbirku medicinskih djela, knjižnici medicinskog fakulteta Sveučilišta u Cordobi.
Osnova je i zakladu koja je omogućavala plaćanje školarine mladim bilijarim kiruzima iz Cordobe za edukacijska putovanja.